# Co-cathédrale Notre-Dame-de-l'Assomption de Gravelbourg
La co-cathédrale Notre-Dame-de-l'Assomption de Gravelbourg est une cathédrale de l'archidiocèse de Regina en Saskatchewan (Canada).

## Histoire
La cathédrale de l'ancien diocèse de Gravelbourg a été consacré à l'origine à sainte Philomène avant l'élévation de Gravelbourg au rang de diocèse en 1930 et jusqu'en 1965, où la cathédrale a été consacré à l'Assomption. La cathédrale est devenu une co-cathédrale en 1998 avec la fusion du diocèse de Gravelbourg avec celui de Regina.
La cathédrale a été désignée bien patrimonial municipal par la ville de Gravelbourg le 26 mars 1987. En 1995, elle a été incluse dans le lieu historique national des établissements religieux de Gravelbourg avec le couvent de Jésus-Marie et la résidence de l'évêque.

### Articles liés
- Archidiocèse de Moncton
- Liste des cathédrales du Canada